# Phytomyza chloophila
Phytomyza chloophila este o specie de muște din genul Phytomyza, familia Agromyzidae, descrisă de Erich Martin Hering în anul 1951.
Este endemică în Germania. Conform Catalogue of Life specia Phytomyza chloophila nu are subspecii cunoscute.